# Danae (obraz Correggia)
Danae – jeden z najsłynniejszych obrazów Correggia, namalowany około 1531. Eksponowany jest w Galerii Borghese w Rzymie.

## Historia obrazu
Obraz został zamówiony przez władcę Mantui Fryderyka II Gonzagę, jako jedno z serii czterech płócien przedstawiających sceny miłości Jowisza według dzieła Owidiusza Metamorfozy (trzy pozostałe znajdują się w Muzeum Historii Sztuki w Wiedniu i National Gallery w Londynie). Zamiłowanie do obrazów związanych z miłością było typowe dla gustu księcia Mantui. Obraz miał być prezentem dla króla Hiszpanii Karola V i w 1532 trafił do Madrytu. W 1584 malarz Gian Paolo Lomazzo wspominał, że obraz znajduje się w Mediolanie w kolekcji rzeźbiarza Leone Leoniego. Jego syn, Pompeo Leoni, sprzedał w 1621 obraz cesarzowi Rudolfowi II Habsburgowi, który wraz z całą swoją kolekcją przechowywał płótno w Pradze. W trakcie wojny trzydziestoletniej obraz został wywieziony przez wojska szwedzkie do Sztokholmu, gdzie trafił do kolekcji królowej Krystyny. Po abdykacji w 1654 Krystyna wywiozła obraz i dużą część swoich zbiorów do Rzymu. Po jej śmierci w 1689 Danae odziedziczył kardynał Decio Azzolino, a następnie Livio Odescalchi, książę Bracciano. Następnie od 1721 obraz znajdował się w kolekcji księcia Filipa II Orleańskiego. W 1792 Danae, razem z częścią Kolekcji Orleańskiej, został kupiony przez Francisa Egertona. Następnie do 1827 był własnością Henry’ego Hopa, który sprzedał obraz Camillo Filippo Ludovico Borghese. Od tego czasu płótno znajduje się w kolekcji Borghese.

## Opis
Obraz przedstawia Danae, córkę Akrizjosa, króla Argos i Eurydyki. Danae została uwięziona w spiżowej wieży przez swojego ojca, gdyż przepowiednia głosiła, że król zginie z rąk swojego wnuka. Jowisz, zakochawszy się w Danae, uwiódł ją i pojawił się w wieży pod postacią złotego deszczu. Owocem ich związku był Perseusz.